# AISA GN
El AISA GN fue un prototipo de autogiro de cuatro asientos desarrollado en España entre 1971 y 1982. 

## Diseño y desarrollo
Presentaba una cabina extensamente acristalada equipada con un motor propulsor y tren de aterrizaje triciclo. Llevaba un empenaje separado al final de dos botalones montados en alas embrionarias. El prototipo fue desarrollado con un motor de 200 hp. La aeronave sufrió un desarrollo excesivamente prolongado, pero finalmente voló por primera vez el 20 de julio de 1982. Sin embargo, poco después resultó dañado y fue finalmente abandonado.

## Especificaciones

### Características generales
- Tripulación: Uno (piloto)
- Capacidad: Tres pasajeros
- Longitud: 6,5 m (21,3 ft)
- Diámetro rotor principal: 12,8 m (42 ft)
- Altura: 3,2 m (10,5 ft)
- Área circular: 128,7 m² (1385,4 ft²)
- Peso vacío: 708 kg (1560,4 lb)
- Peso cargado: 1200 kg (2644,8 lb)
- Planta motriz: 1× motor bóxer de 6 cilindros Lycoming IO-540-K1A5.
  - Potencia: 225 kW (310 HP; 306 CV)
- Hélices: tripala

### Rendimiento
- Velocidad nunca excedida (Vne): 240 km/h (149 MPH; 130 kt)
- Alcance: 800 km (432 nmi; 497 mi)